# Estación San Antonio Oeste
San Antonio Oeste es una estación de ferrocarril ubicada en la ciudad de San Antonio Oeste, San Antonio, Provincia de Río Negro, Argentina.

## Ubicación
Se encuentra a 180 km al oeste de la ciudad de Viedma, y a 14 km al norte de Las Grutas.

## Servicios
Por sus vías transitan formaciones de cargas y de pasajeros de la empresa Tren Patagónico S.A.. Cuenta con parada para los servicios de pasajeros tanto en sentido ascendente como descendente del Tren Patagónico.

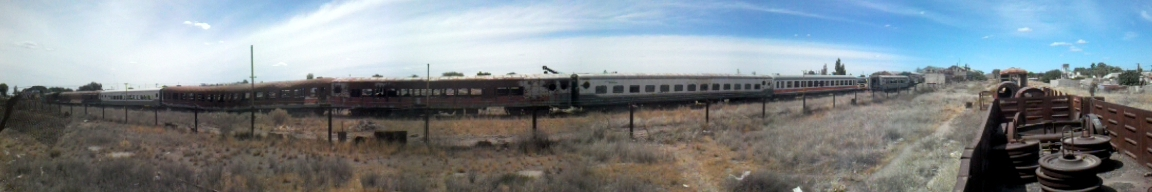
Vista panorámica de todo el material en desuso o dañado tras el taller de reparaciones

## Galería

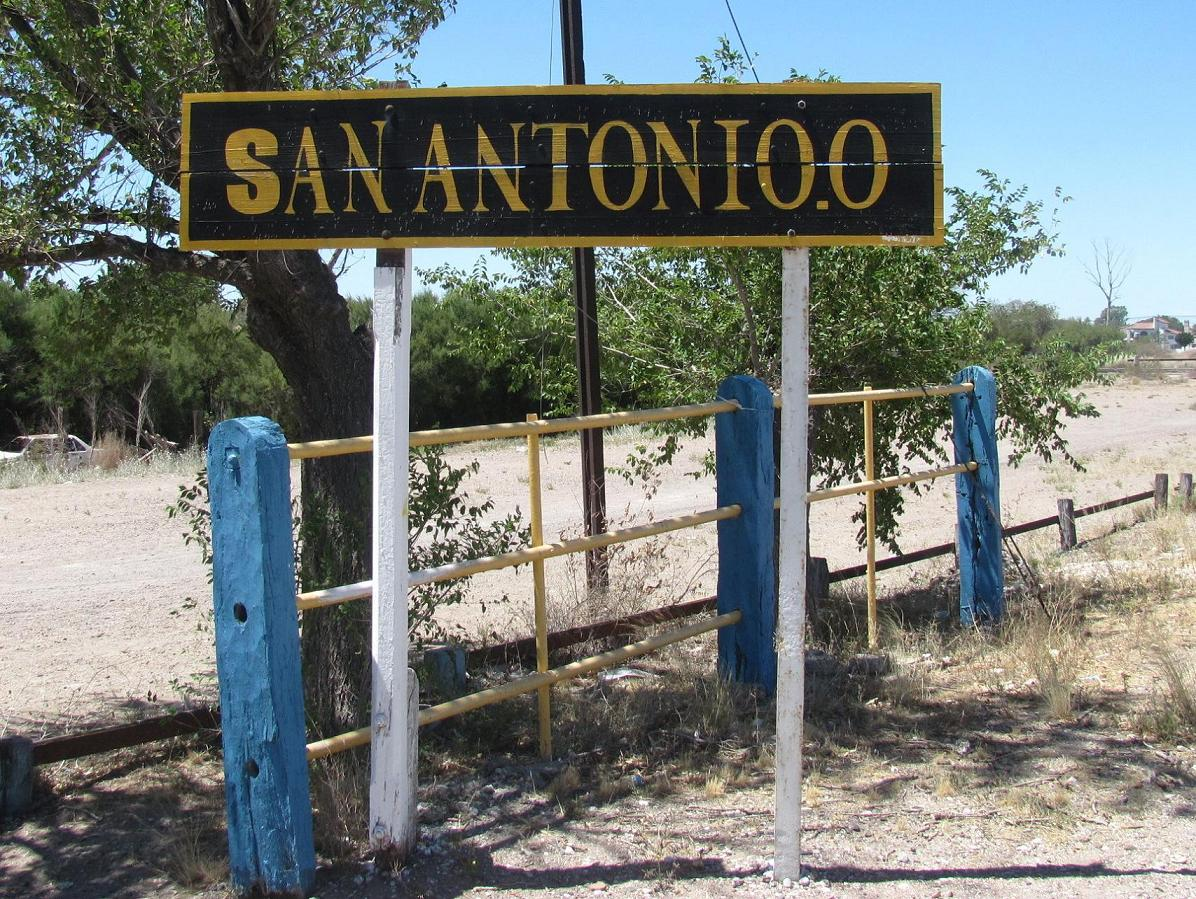
Cartel nomenclador de la estación
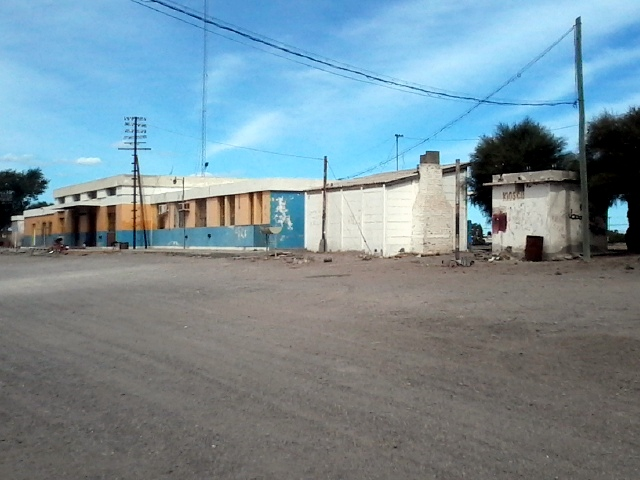
Frente a la calle de la estación San Antonio Oeste
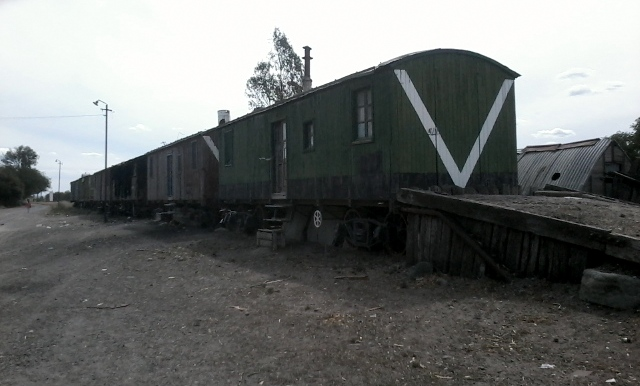
Vagones antiguos usados como viviendas en proximidades a la estación San Antonio Oeste
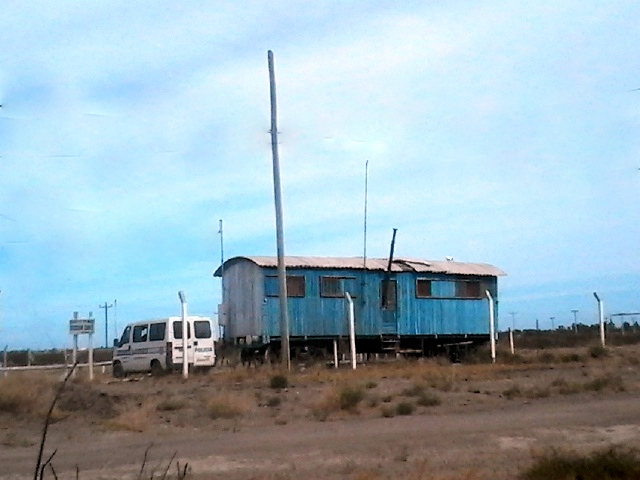
Antiguo vagón usado como puesto de policía en la entrada a San Antonio Oeste
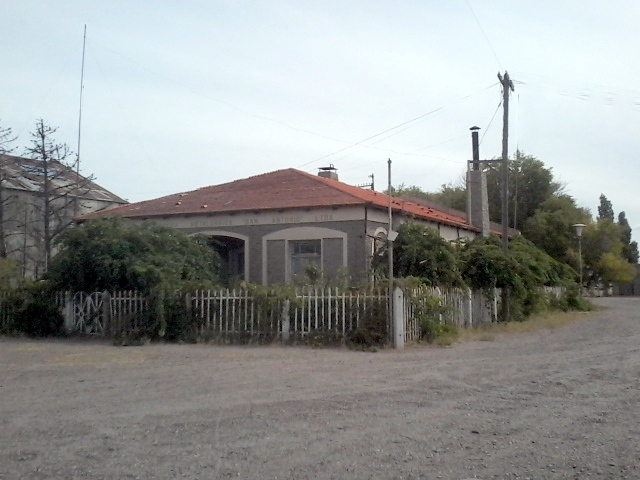
Antigua administración cooperativa que manejo los talleres hasta principios de los 90
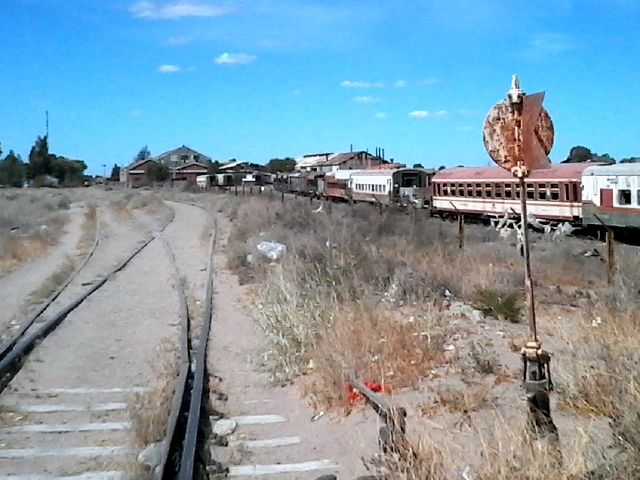
Desvío al Taller de reparaciones o continuación hacia la estación
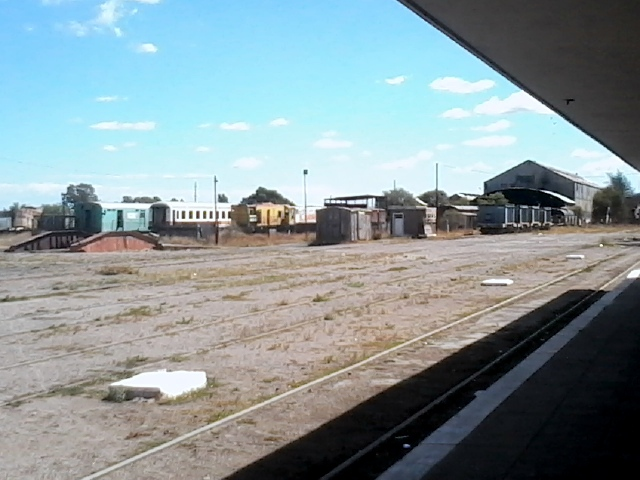
Playa de maniobras de la estación con mesa giratoria, desvíos, taller de reparaciones, vagones de carga y andém
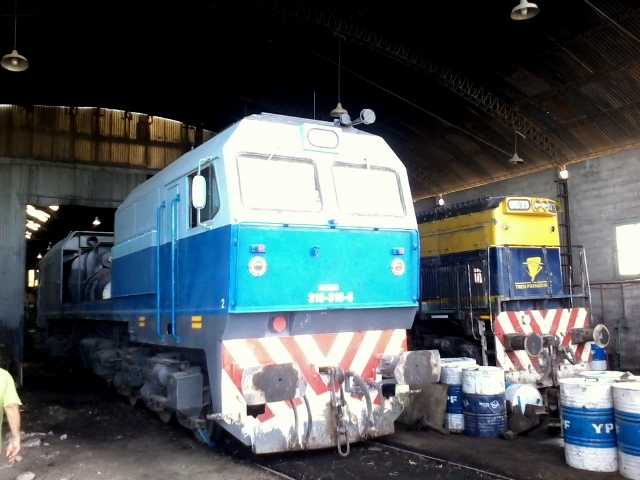
Locomotoras en reparación dentro del taller, una es de Tren Patagónico
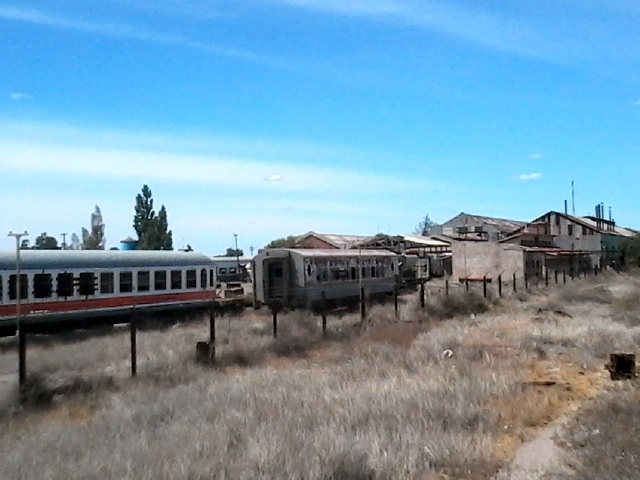
Cementerio de material rodante atrás del taller de San Antonio
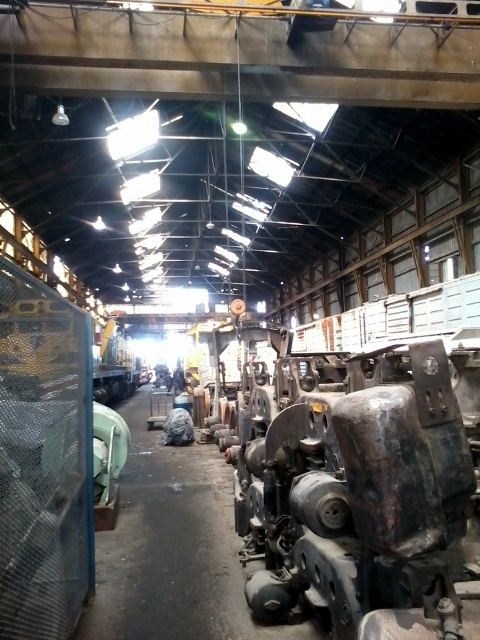
El interior del vasto taller ferroviario de San Antonio Oeste